# Первомайский (Сысертский муниципальный округ)
Первома́йский — посёлок в Сысертском районе Свердловской области России. Входит в Сысертский муниципальный округ.
Ранее посёлок входил в состав Октябрьского сельсовета Сысертского района.

## Население
| 2002 | 2010 | 2021 |
| ---- | ---- | ---- |
| 715  | ↗830 | ↗956 |

## География
Посёлок Первомайский расположен на открытой местности, в правобережье реки Кипучий Ключ, в 20 километрах к юго-востоку от Екатеринбурга, в 14 километрах к северу города Сысерти. К северо-западу от Первомайского расположен посёлок Октябрьский. Два посёлка разделяет автомагистраль Екатеринбург — Челябинск.

## История
Посёлок Первомайский застраивался примерно в 1970-хгодах.
Нынешняя граница посёлка была установлена 2 августа 2007 года.

## Инфраструктура
В посёлке Первомайском работают клуб с библиотекой, детский сад, фельдшерско-акушерский пункт и несколько магазинов.
До посёлка можно добраться на автобусе из Екатеринбурга и Сысерти.

### Промышленность
- ООО «РОСИНВЕСТПРОМ-УТК»
- ООО «Вист»
- ООО «Айдар»
- ООО «ИСК»